# Alfred Ludwig von Degenfeld

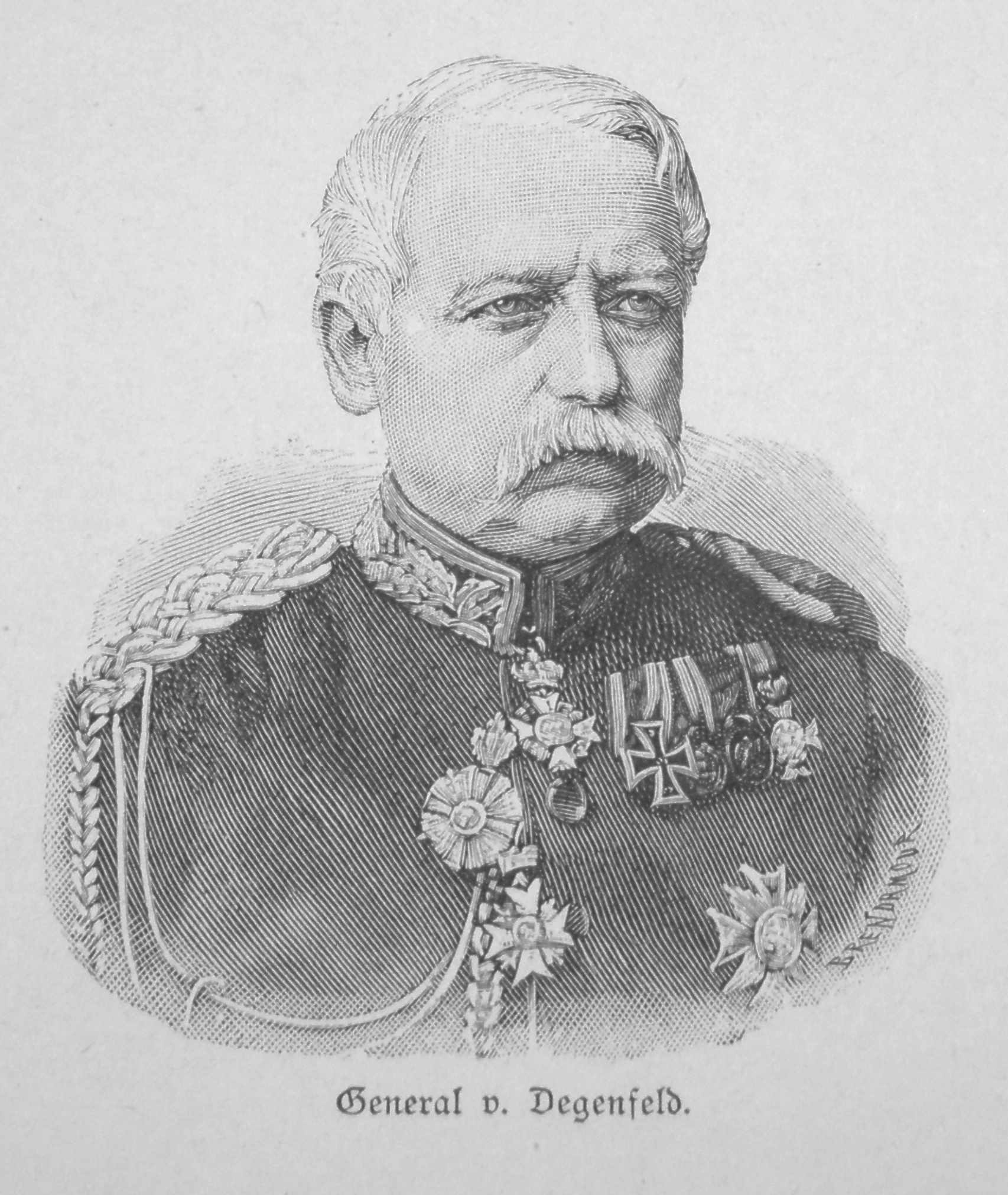
Alfred Ludwig von Degenfeld

Alfred Emil Ludwig Philipp Freiherr von Degenfeld (9 tháng 2 năm 1816 tại Gernsbach – 16 tháng 11 năm 1888 tại Karlsruhe) là một Trung tướng quân đội Phổ và Nghị sĩ Quốc hội Đức. Ông đã tham gia chỉ huy các lực lượng Đức và giành nhiều chiến thắng trong cuộc Chiến tranh Pháp-Đức (1870 – 1871).

## Sự nghiệp trước năm 1870
Alfred von Degenfeld đã gia nhập Trung đoàn Bộ binh số 3 của Baden vào năm 1833 và được phong cấp sĩ quan vào năm 1836. Đến năm 1865, ông lên quân hàm Đại tá với chức vụ Tư lệnh Trung đoàn. Trong cuộc Chiến tranh Bảy tuần năm 1866, ông chỉ huy trung đoàn của mình tham gia các trận đánh trong Chiến dịch Main, như một phần thuộc Sư đoàn Baden dưới quyền chỉ huy của Vương công Wilhelm: ông tham chiến trong một trận đánh tại Hundheim vào ngày 23 tháng 7 năm 1866, rồi trận Werbach vào ngày 24 tháng 7 năm 1866 và hôm sau ông lại tham gia trong trận Gerchsheim. Vào năm 1868, ông lên cấp Thiếu tướng và Tư lệnh của Lữ đoàn Bộ binh số 2.

## Chiến tranh Pháp - Đức
Trong cuộc Chiến tranh Pháp-Đức (1870 – 1871), ông thống lĩnh lữ đoàn của mình (Baden số 2) tham chiến như một phần thuộc Sư đoàn Baden trong Quân đoàn XIV do tướng August von Werder chỉ huy. Từ ngày 16 tháng 8 cho đến ngày 27 tháng 9 năm 1870, lữ đoàn của ông đã tham gia trong cuộc vây hãm Strasbourg. Sau khi Strasbourg thất thủ, Quân đoàn XIV của Đức đã được hình thành từ lực lượng vây hãm pháo đài này dưới quyền tướng Werder.
Một trong những nhiệm vụ của Quân đoàn XIV là phải truy quét hàng loạt đội du kích quân Pháp đang hoạt động tại vùng núi Vosges. Vào ngày 1 tháng 10 năm 1870, theo mệnh lệnh của Werder, lữ đoàn Degenfeld, lực lượng tiền vệ của Quân đoàn XIV, khởi đầu cuộc hành quân của mình qua Vosges. Tiến quân qua các hẻm núi, người Đức phải di dời nhiều đống cây chiến ngại, nhưng không có giao tranh. Cuộc giao chiến đầu tiên với quân Pháp đã diễn ra ở sườn phía tây của dãy núi, giữa Raon-l'Étape và St. Die. 6 tiểu đoàn của Baden, chỉ với 4.000 binh lính do Degenfeld chỉ huy đã đánh nhau quyết liệt với một lực lượng Pháp do tướng Dupre chỉ huy gồm 8.000 quân chính quy và một số lượng du kích quân tương đương (được pháo binh yểm trợ), một phần thuộc Binh đoàn phía Đông mới được thành lập của Pháp do tướng Cambriels chỉ huy. Tuy vậy, sau 4 tiếng đồng hồ kịch chiến, quân của Degenfeld đã buộc quân Pháp phải cuống cuồng tháo chạy. Theo một tài liệu, thiệt hại của phía Pháp lên đến khoảng 2.000 người, trong số đó 300 quân tử trận và 600 quân bị bắt làm tù binh. Bản thân tướng Dupré bị thương, và một cờ hiệu của du kích Pháp rơi vào tay quân Đức. Trong tình trạng hỗn loạn, quân Pháp rút lui về Besançon, và đòn giáng này đã khiến cho sĩ khí trong Binh đoàn phía Đông của Pháp sa sút đến mức mà chỉ trong vòng vài ngày sau, quân số của họ giảm từ 55.000 xuống 24.000 lính, mà chủ yếu là do đào ngũ.
Tiếp theo đó, sau khi Binh đoàn phía Đông tăng cường lực lượng và thiết lập một vị trí phòng ngự rắn chắc tại Kuoz và Etuz trên sông Ognon, Werder cử tướng Gustav Friedrich von Beyer, với lữ đoàn Degenfeld, một phần của lữ đoàn Keller, lữ đoàn Vương công Wilhelm xứ Baden và hai tiểu đoàn thuộc trung đoàn số 30 tấn công quân Pháp trong trận Ognon vào ngày 22 tháng 10 năm 1870. Quân tiền vệ của Degenfeld đã giao chiến với đối phương trước khi được hai lữ đoàn còn lại của Beyer ứng chiến. Sau một cuộc giằng co dữ dội, quân Đức đã đập tan quân Pháp có ưu thế về số lượng, buộc quân Pháp phải chạy dài về Besangon. Sau thắng lợi này, Degenfeld lại đánh bại Binh đoàn Vosges tình nguyện cho Pháp do Giuseppe Garibaldi chỉ huy tại Pasques gần Dijon vào ngày 26 tháng 11 năm 1870, và hợp lực và lữ đoàn của Vương công Wilhelm xứ Baden đánh bại một sư đoàn Pháp do tướng Camille Crémer chỉ huy trong trận Nuits vào ngày 18 tháng 12.
Vào ngày 9 tháng 1 năm 1871, ông tham chiến trong trận Villersexel. Trong trận sông Lisaine từ ngày 15 cho đến ngày 17 tháng 1 năm 1871, ông chỉ huy lực lượng cánh phải của Đức. Trước cuộc tấn công của Quân đoàn XVIII của Pháp và hai sư đoàn của Cremer, 3 tiểu đoàn và khẩu đội pháo của Degenfeld đã cầm cự quyết liệt trong vòng 10 tiếng đồng hồ, trước khi buộc phải rút lui khỏi Chenebier và Frahier. Ông rút về một vị trí phòng ngự vững chãi ở phía sau. Ngày hôm sau, các lữ đoàn của Degenfeld và Keller đã tiến hành phản công mạnh mẽ, và quân Pháp bị đánh bật với thiệt hại nặng nề cho họ.

## Sau chiến tranh
Vào ngày 1 tháng 7 năm 1871, von Degenfeld được bổ nhiệm làm Tư lệnh của Lữ đoàn Bộ binh số 56 được đưa vào biên chế của quân đội Phổ. Theo yêu cầu của ông, vào ngày 18 tháng 10 năm 1871 ông được nghỉ hưu với quân hàm Trung tướng. Ông là một nghị sĩ quốc hội Đức từ năm 1887 cho đến năm 1888.
Alfred Ludwig Freiherr von Degenfeld từ trần vào ngày 16 tháng 11 năm 1888 tại Karlsruhe.